# Léon Pressouyre
Pour l’homme politique français, voir Maurice Pressouyre.
Léon Pressouyre, né à Bayonne le 27 janvier 1935  et mort à Athènes le 10 août 2009, est un historien français de l'art médiéval.

## Biographie
Agrégé d'histoire, il est membre de l'École française de Rome de 1964 à 1966. Il met à jour le cloître de statues-colonnes de Notre-Dame-en-Vaux et partage ses connaissances dans le Bulletin des Antiquaires de France en 1967. Ces recherches marquent une étape importante pour la compréhension de la sculpture du XIIe siècle en Champagne et les origines du style gothique des grandes cathédrales. Parmi les éléments mis au jour en 1976, la tête d'une statue de la reine de Saba.
En 1973, il analyse les deux « têtes de roi » (catalogue numéro 18 et 19) provenant des chantiers de la prison de Mantes, et réfute preuves à l'appui que l'une de ces deux têtes (celle détenue par le Louvre) ne serait qu'une copie de l'autre.
Attaché puis maître de recherches au CNRS, il est professeur d'histoire de l'art et d'archéologie du Moyen Âge à l'université Paris I de 1980 à 1997. Il fut également vice-président de la Sorbonne.
En 1981, il est recruté par l'Icomos pour documenter les sites inscrits au Patrimoine mondial. Fin 1990, il démissionne.
Il est conseiller permanent du Conseil international des Monuments et des Sites de l'UNESCO (1980-2005). De 1996 à 2001, il préside un comité d'experts chargé de la surveillance des monuments de la Bosnie-Herzégovine. De 2002 à 2004, il préside un autre comité chargé de la reconstruction du pont de Mostar.
Sa bibliothèque de travail est donnée à la bibliothèque de l'École nationale des chartes (cote PS) et ses archives à l'INHA.

## Publications
- Les origines de la poésie lyrique d'oïl et les premiers trouvères, avec M. Cluzel, 1962
- Le Cloître de Notre-Dame-en-Vaux à Châlons-sur-Marne, 1981
- L'Imaginaire médiéval au cloître de Notre-Dame-en-Vaux, 1985
- Le Rêve cistercien, coll. « Découvertes Gallimard / Religions » (no 95), 1990
- [dir.] Saint Bernard et le monde cistercien, 1990
- Convention concernant la protection du patrimoine mondial culturel et naturel. Rapport d'évaluation présenté à l'occasion du vingtième anniversaire de la Convention, 1992
- [dir.] L'Espace cistercien, 1994
- Pèlerinages et croisades, 1995
- [dir.] Vivre en moyenne montagne, 1995
- [dir.] L'Hydraulique monastique, 1996
- La Commanderie, institution des ordres militaires dans l'Occident médiéval, 2002
- [dir.] Cité de l'architecture et du patrimoine, 2007